# سي محند اومحند
سي محند اومحند (1840- 28 ديسمبر 1906) شاعر وفيلسوف ومناضل جزائري أمازيغي ولد سنة 1840م، ينحدر من عرش آيث إيراثن في منطقة القبائل بالجزائر، وترعرع في الأربعاء نايث إيراثن التي تتبع حاليا ولاية تيزي وزو.

## مقاومته للاحتلال الفرنسي
حرض أصحاب المنطقة ضد الاستعمار الفرنسي وطالبهم بطرده ومحاربته بكل الطرق والوسائل وهذا ما جعل فرنسا تعتقله وتعذبه وقامت بنفي أفراد من عائلته إلى كاليدونيا الجديدة ولكنه لم ييأس وظل يكتب الشعر التحرري ضد المستعمر.

## وفاته
توفي في 28 ديسمبر 1906م في منطقة عين الحمام.

## ديوانه الشعري
جُمعت  كل أشعار السي محند بعد وفاته في ديوان أسيفرو Asefru الذي طُبع سنة 1904 ثم أعاد طباعته مولود فرعون سنة 1960 ثم مولود معمري سنة 1969 في المغرب وأعيدت طباعته وترجمته إلى العربية سنة 2000 في الجزائر. ويحكي هذا الديوان معاناة الشاعر مع الوحدة والحب ويمجد التاريخ الأمازيغي والكفاح ضد المستعمرالفرنسي.

## مؤلفات حول الشاعر
ألفت حوله الكثير من الكتب والدراسات بالفرنسية خصوصا وبعضها بالعربية 
- 2001 السي محند شموخ وكفاح كتبه يونس عدلي Si Mohand ou Mhand. Errance et révolte, Younes ADLI
- 1997 أسيفرا للسي محند Isefra n Si Muhend U Mhend, Mohand Ouramdane Larab
- 2006 سي محند الموسيقى المعثرة للريح Si Mohand Ou M'hand, la vaine musique du vent,
- Kahar rachid édition inas